# Jodi
Jodi ist als Variante von Jody ein englischer weiblicher Vorname, der überwiegend in den USA vorkommt. Eine weitere Variante des Namens ist Jodie.

## Namensträgerinnen

### Form Jodi
- Jodi Albert (* 1983), britische Schauspielerin und Sängerin
- Jodi Bieber (* 1966), südafrikanische Fotografin
- Jodi Etcheverry (* 1985), kanadische Biathletin
- Jodi Lyn O’Keefe (* 1978), US-amerikanische Schauspielerin und Model
- Jodi Picoult (* 1967), US-amerikanische Schriftstellerin
- M. Jodi Rell (1946–2024), US-amerikanische Politikerin
- Jodi Bianca Wise (* 1971), australische Schauspielerin

### Form Jodie
- Jodie Leslie Ahlborn (* 1980), deutsche Schauspielerin
- Jodie Devos (1988–2024), belgische Opernsängerin (Sopran)
- Jodie Foster (* 1962), US-amerikanische Schauspielerin und Filmregisseurin
- Jodie Henry (* 1983), australische Schwimmerin
- Jodie Marsh (* 1978), britisches Model
- Jodie Moore (Pornodarstellerin) (* 1976), australische Pornodarstellerin
- Jodie Stimpson (* 1989), britische Triathletin
- Jodie Sutton (* 1968), kanadische Curlerin
- Jodie Swallow (* 1981), englische Triathletin
- Jodie Sweetin (* 1982), US-amerikanische Schauspielerin
- Jodie Turner-Smith (* 1986), britisches Schauspielerin und Model
- Jodie Whittaker (* 1982), britische Schauspielerin

## Männlicher Vorname
- Jodie Christian (1932–2012), US-amerikanischer Jazz-Pianist

## Künstlername
- Jodi (Künstler), zwei kollektiv arbeitende belgisch-niederländische Internet-Künstler

## Sonstiges
- Jodie – Irgendwo in Texas, US-amerikanisches Filmdrama aus dem Jahr 1981